# Miracanthops poulaini
Miracanthops poulaini es una especie de mantis de la familia Acanthopidae.

## Distribución geográfica
Se encuentra en Perú.